# Škarićevo
Škarićevo falu Horvátországban Krapina-Zagorje megyében. Közigazgatásilag Krapina községhez tartozik.

## Fekvése
Krapina központjától 5 km-re délnyugatra fekszik.

## Története
A település egykori birtokosáról a Skaricza családról kapta a nevét. A család a török elleni harcokban tett szolgálataiért kapott birtokot, nemesi rangot és címert a 16. században. A falu első ismert birtokosa Skaricza Ljubuncsics György (Juraj Ljubunčić Škarica) volt, aki 1548-ban kapta adományként I. Ferdinánd királytól. A 17. században az eredetileg három faluból, Skaricából, Kolarovecből és Poljanából álló birtok egy faluban egyesült, mely a Škaricevo nevet kapta. E néven 1684-ben említi először írásos dokumentum. A Skaricza családnak egy emeletes négyzet alaprajzú, a 18. században fából épített kúriája áll itt. A későbbiek folyamán több birtokosa volt.
A falunak 1857-ben 756, 1910-ben 1223 lakosa volt. Trianonig Varasd vármegye Krapinai járásához tartozott. 2001-ben a falunak 801 lakosa volt.

## Nevezetességei
- A Skarica család 18. századi fából épített kúriája[2] egy dombon áll. Négyszögletes erős gerendákból épített egy emeletes épület. A bejárat mellett kis tornáccal, felette zárt, tornyos erkéllyel, melyet egykor kápolnaként használtak. A horvát Zagorje területén egykor állt számos fa kúria egyik ritka fennmaradt példánya.
- A Szent Teréz-kápolna 1868-ban épült.
- Szent Anna-kápolna 1627-ben épült.
- Szent Antal-kápolna 1672-ben épült.
- Az Igalffy család trnoveci kastélya 1808-ban épült.
- A Halder család kúriája a 19. század elején épült, mára részben lebontva.
- A Halder család neogótikus mauzóleuma 1877-ben épült.
- A Vuglec breg (Vuglec-domb) egy 12 hektáros terület, ahonnan csodálatos kilátás nyílik a környező dombokra. Területén négy hagyományos zagorjei ház, étterem, borospince, szalonnasütő helyek és kutak találhatók. A természetkedvelőket kiépített sétautak várják, melyek a környező szőlők, legelők, gyümölcsösök és erdők között vezetnek.

## Külső hivatkozások
- Krapina város hivatalos oldala
- Škarićevo weboldala[halott link]
- A település rövid története[halott link]